# Fredric M. Frank
Fredric M. Frank (9. juli 1911 - 9. maj 1977) var en amerikansk manuskriptforfatter, han var en hyppig samarbejdspartner af Cecil B. DeMille.

## Filmografi
- 1961 - El Cid
- 1956 - De ti bud
- 1952 - Verdens største show
- 1949 - Samson og Dalila
- 1947 - De ubesejrede